# Sociedade Ensaios Literários
A Sociedade Ensaios Literários foi um grupo literário brasileiro, fundado em Porto Alegre.
A sociedade foi criada em novembro de 1872, tendo entre seus membros José Bernardino dos Santos, João Câncio Gomes, Múcio Teixeira, José Martins Flores, Lobo Barreto, Gustavo Viana Filho, Frederico Ernesto Estrella de Villeroy, Aurélio Veríssimo de Bittencourt, Dionísio Monteiro, Carlos Lobo, Antônio Carlos Duarte, José de Sá Brito, Joaquim Alves Torres e Artur Rocha. Vários deles eram membros dissidentes do Partenon Literário, com o qual a sociedade manteve uma relação que variava entre a rivalidade e a cooperação.
Registros da época citam a sociedade como bastante ativa até fundir-se em 1882 com a Sociedade Culto às Letras, tinha várias comissões setoriais para estudos especializados, mas pouco se sabe de suas atividades internas. Ela é lembrada principalmente pela Revista da Sociedade Ensaios Literários, que contribuiu para a consolidação da literatura sulina.
A revista circulou de maio de 1875 a fevereiro de 1877, aparecendo como colaboradores também Silvino Vidal, Elpídio Lima, Zeferino Brasil, Damasceno Vieira, Augusto Guanabara, Pedro de Miranda, Argemiro Galvão, Teodoro de Souza Lobo, João Batista da Silveira, Diamantina da Silveira e Assunção de Almeida.
Diz Athos Damasceno que era um grupo bastante homogêneo, com preocupações exclusivamente literárias, mantendo-se à parte da efervescente discussão política da época que engajava os literatos da província e das propostas de formação de uma literatura regionalista. Diz ainda que a qualidade dos trabalhos publicados na revista era em vários aspectos superior aos da Revista Mensal do Partenon, a despeito de sua quase total dependência de modelos estrangeiros.